# غيل بيرمان
غيل بيرمان (بالإنجليزية: Gail Berman)‏ هي منتجة أفلام أمريكية، ولدت في 17 أغسطس 1956 في الولايات المتحدة.

## وصلات خارجية
- غيل بيرمان على موقع IMDb (الإنجليزية)
- غيل بيرمان على موقع قاعدة بيانات برودواي على الإنترنت (الإنجليزية)
- غيل بيرمان على موقع قاعدة بيانات الفيلم (الإنجليزية)